# Primeres eleccions del draft de l'NBA
Aquests són les primeres eleccions en els drafts de l'NBA. Els quinze pitjors equips de la temporada regular accedeixen al sorteig on s'atorga el dret a primera elecció. Els quinze millors resten en ordre invers a la posició assolida l'any anterior. Així, el millor equip de la temporada regular de l'NBA escollirà en darrera posició.
| Draft | Equip NBA               | Jugador                | College/high school/club                      | Nacionalitat         | Posició      |
| ----- | ----------------------- | ---------------------- | --------------------------------------------- | -------------------- | ------------ |
| 1947  | Pittsburgh Ironmen      | Clifton Neeley         | Texas Western                                 | Estats Units         | Base         |
| 1948  | Providence Steamrollers | Andy Tonkovich         | Marshall                                      | Estats Units         | Base/Escorta |
| 1949  | Providence Steamrollers | Howie Shannon          | Kansas State                                  | Estats Units         | Pivot        |
| 1950  | Boston Celtics          | Charlie Share          | Bowling Green                                 | Estats Units         | Pivot        |
| 1951  | Baltimore Bullets       | Gene Melchiorre        | Bradley                                       | Estats Units         | Base         |
| 1952  | Milwaukee Hawks         | Mark Workman           | West Virginia                                 | Estats Units         |              |
| 1953  | Philadelphia Warriors   | Ernie Beck             | Penn                                          | Estats Units         |              |
| 1954  | Baltimore Bullets       | Frank Selvy            | Furman                                        | Estats Units         |              |
| 1955  | Milwaukee Hawks         | Dick Ricketts          | Duquesne                                      | Estats Units         |              |
| 1956  | Rochester Royals        | Sihugo Green           | Duquesne                                      | Estats Units         |              |
| 1957  | Cincinnati Royals       | Rod Hundley            | West Virginia                                 | Estats Units         |              |
| 1958  | Minneapolis Lakers      | Elgin Baylor           | Seattle                                       | Estats Units         |              |
| 1959  | Cincinnati Royals       | Bob Boozer             | Kansas State                                  | Estats Units         |              |
| 1960  | Cincinnati Royals       | Oscar Robertson        | Cincinnati                                    | Estats Units         |              |
| 1961  | Chicago Packers         | Walt Bellamy           | Indiana                                       | Estats Units         |              |
| 1962  | Chicago Zephyrs         | Bill McGill            | Utah                                          | Estats Units         | Aler-pivot   |
| 1963  | New York Knicks         | Art Heyman             | Duke                                          | Estats Units         | Escorta      |
| 1964  | New York Knicks         | Jim Barnes             | Texas Western                                 | Estats Units         |              |
| 1965  | San Francisco Warriors  | Fred Hetzel            | Davidson                                      | Estats Units         |              |
| 1966  | New York Knicks         | Cazzie Russell         | Michigan                                      | Estats Units         |              |
| 1967  | Detroit Pistons         | Jimmy Walker           | Providence                                    | Estats Units         |              |
| 1968  | San Diego Rockets       | Elvin Hayes            | Houston                                       | Estats Units         |              |
| 1969  | Milwaukee Bucks         | Lew Alcindor           | UCLA                                          | Estats Units         |              |
| 1970  | Detroit Pistons         | Bob Lanier             | St. Bonaventure                               | Estats Units         |              |
| 1971  | Cleveland Cavaliers     | Austin Carr            | Notre Dame                                    | Estats Units         |              |
| 1972  | Portland Trail Blazers  | LaRue Martin           | Loyola (Chicago)                              | Estats Units         |              |
| 1973  | Philadelphia 76ers      | Doug Collins           | Illinois State                                | Estats Units         |              |
| 1974  | Portland Trail Blazers  | Bill Walton            | UCLA                                          | Estats Units         |              |
| 1975  | Atlanta Hawks           | David Thompson         | NC State                                      | Estats Units         | Escorta      |
| 1976  | Houston Rockets         | John Lucas             | Maryland                                      | Estats Units         |              |
| 1977  | Milwaukee Bucks         | Kent Benson            | Indiana                                       | Estats Units         |              |
| 1978  | Portland Trail Blazers  | Mychal Thompson        | Minnesota                                     | Bahames              |              |
| 1979  | Los Angeles Lakers      | Earvin "Magic" Johnson | Michigan State                                | Estats Units         | Base         |
| 1980  | Golden State Warriors   | Joe Barry Carroll      | Purdue                                        | Estats Units         |              |
| 1981  | Dallas Mavericks        | Mark Aguirre           | DePaul                                        | Estats Units         |              |
| 1982  | Los Angeles Lakers      | James Worthy           | North Carolina                                | Estats Units         |              |
| 1983  | Houston Rockets         | Ralph Sampson          | Virginia                                      | Estats Units         |              |
| 1984  | Houston Rockets         | Hakeem Olajuwon        | Houston                                       | Nigèria              | Pivot        |
| 1985  | New York Knicks         | Patrick Ewing          | Georgetown                                    | Estats Units         | Pivot        |
| 1986  | Cleveland Cavaliers     | Brad Daugherty         | North Carolina                                | Estats Units         |              |
| 1987  | San Antonio Spurs       | David Robinson         | Navy                                          | Estats Units         | Pivot        |
| 1988  | Los Angeles Clippers    | Danny Manning          | Kansas                                        | Estats Units         |              |
| 1989  | Sacramento Kings        | Pervis Ellison         | Louisville                                    | Estats Units         |              |
| 1990  | New Jersey Nets         | Derrick Coleman        | Syracuse                                      | Estats Units         |              |
| 1991  | Charlotte Hornets       | Larry Johnson          | UNLV                                          | Estats Units         |              |
| 1992  | Orlando Magic           | Shaquille O'Neal       | LSU                                           | Estats Units         | Pivot        |
| 1993  | Orlando Magic           | Chris Webber           | Michigan                                      | Estats Units         |              |
| 1994  | Milwaukee Bucks         | Glenn Robinson         | Purdue                                        | Estats Units         |              |
| 1995  | Golden State Warriors   | Joe Smith              | Maryland                                      | Estats Units         |              |
| 1996  | Philadelphia 76ers      | Allen Iverson          | Georgetown                                    | Estats Units         | Base         |
| 1997  | San Antonio Spurs       | Tim Duncan             | Wake Forest                                   | Estats Units         | Pivot        |
| 1998  | Los Angeles Clippers    | Michael Olowokandi     | Pacific                                       | Nigèria              |              |
| 1999  | Chicago Bulls           | Elton Brand            | Duke                                          | Estats Units         | Pivot        |
| 2000  | New Jersey Nets         | Kenyon Martin          | Cincinnati                                    | Estats Units         |              |
| 2001  | Washington Wizards      | Kwame Brown            | Glynn Academy High School (Brunswick, GA)     | Estats Units         | Pivot        |
| 2002  | Houston Rockets         | Yao Ming               | Shanghai Sharks (Xina)                        | R.P. de la Xina      | Pivot        |
| 2003  | Cleveland Cavaliers     | LeBron James           | St. Vincent-St. Mary High School (Akron, OH)  | Estats Units         | Aler         |
| 2004  | Orlando Magic           | Dwight Howard          | Southwest Atlanta Christian Academy (Atlanta) | Estats Units         | Pivot        |
| 2005  | Milwaukee Bucks         | Andrew Bogut           | Utah                                          | Austràlia            | Pivot        |
| 2006  | Toronto Raptors         | Andrea Bargnani        | Benetton Treviso                              | Itàlia               | Pivot        |
| 2007  | Portland Trail Blazers  | Greg Oden              | Ohio State                                    | Estats Units         | Pivot        |
| 2008  | Chicago Bulls           | Derrick Rose           | Memphis                                       | Estats Units         | Base         |
| 2009  | Los Angeles Clippers    | Blake Griffin          | Oklahoma                                      | Estats Units         | Pivot        |
| 2010  | Washington Wizards      | John Wall              | Kentucky                                      | Estats Units         | Base         |
| 2011  | Cleveland Cavaliers     | Kyrie Irving           | Duke                                          | Estats Units         | Base         |
| 2012  | New Orleans Hornets     | Anthony Davis          | Kentucky                                      | Estats Units         | Pivot        |
| 2013  | Cleveland Cavaliers     | Anthony Bennett        | UNLV                                          | Canadà               | Pivot        |
| 2014  | Cleveland Cavaliers     | Andrew Wiggins         | Kansas                                        | Canadà               | Aler         |
| 2015  | Minnesota Timberwolves  | Karl-Anthony Towns     | Kentucky                                      | República Dominicana | Pivot        |
| 2016  | Philadelphia 76ers      | Ben Simmons            | LSU                                           | Estats Units         | Base         |
| 2017  | Boston Celtics          | Markelle Fultz         | Washington                                    | Estats Units         | Base         |
| 2018  | Phoenix Suns            | Deandre Ayton          | Arizona                                       | Bahames              | Pivot        |
| 2019  | New Orleans Pelicans    | Zion Williamson        | Duke                                          | Estats Units         | Aler/Pivot   |